# Sant Salvador d'Aubets
Sant Salvador d'Aubets és una capella romànica de Lladurs (Solsonès) protegida com a Bé Cultural d'Interès Local.

## Descripció
Restes d'una antiga capella rural romànica aïllada situada a La Devesa d'Aubets del poble de La Llena de Lladurs. A prop de camps de conreu i en un extrem del bosc està envaïda per la vegetació circumdant sent de difícil visibilitat i accés. Només es conserven restes d'alguns murs de la nau de planta rectangular i de l'absis semicircular amb una finestra estreta d'arc de mig punt. La coberta està ensorrada. El parament és de pedra picada de diferents mides disposades en filades.